# Щербаков, Алексей Иванович (врач)
Алексей Иванович Щербаков (1858—1944) — российский врач-терапевт, профессор Варшавского и Новороссийского университетов.

## Биография
Алексей Щербаков получил среднее образование во второй гимназии города Москвы.
В 1879 году окончил курс на физико-математическом факультете Московского университета по естественному отделению и принят лаборантом при лаборатории органической химии Московского университета.
В 1883 году окончил курс на медицинском факультете Московского университета, где с 1884 по 1887 год состоял ординатором пропедевтической клиники.
В 1895 году назначен профессором Варшавского университета по кафедре госпитальной терапевтической клиники.
Попечитель Одесского (с 1908) и Рижского (с 1913) учебных округов.
С 1908 года до 1915 года А. И. Щербаков был профессором бальнеологии Новороссийского университета.
В первой половине ноября 1920 года он прибыл в Королевство сербов, хорватов и словенцев, во Врнячку Баню; в 1921 году был назначен советником-бальнеологом в Министерстве Народного Здравоохранения в Белграде, а в 1924 году был избран профессором бальнеологии на медицинском факультете Белградского университета. До второй мировой войны занимался научными трудами и практикой; был представителем Югославии на международных конгрессах по бальнеологии и климатологии в Лионе (в 1927 году) и Будапеште (в 1929 году).